# Arcidiecéze Aracaju
Arcidiecéze Aracaju je římskokatolická metropolitní arcidiecéze nacházející se v Brazílii.

## Území
Zahrnuje území 28 měst státu Sergipe: Aracaju, Areia Branca, Barra dos Coqueiros, Campo do Brito, Capela, Carira, Carmópolis, Cumbe, Divina Pastora, Frei Paulo, Itabaiana, Itaporanga d'Ajuda, Laranjeiras, Macambira, Malhador, Maruim, Moita Bonita, Nossa Senhora Aparecida, Nossa Senhora das Dores, Nossa Senhora do Socorro, Riachuelo, Ribeirópolis, Rosário do Catete, Santa Rosa de Lima, Santo Amaro das Brotas, São Cristóvão, São Domingos a Siriri.
Biskupským sídlem je město Aracaju, kde se nachází hlavní chrám, katedrála Neposkvrněného početí.
Církevní provincie
Zahrnuje 2 sufragánní diecéze:
- diecéze Estância
- diecéze Propriá

## Historie
Dne 3. ledna 1910 byla bulou Divina disponente clementia papeže Pia X. zřízena z části území arcidiecéze São Salvador da Bahia diecéze Aracaju a zároveň vstoupila do její provincie.
Dne 13. února 1920 vstoupila do provincie arcidiecéze Maceió.
Dne 30. dubna 1960 byla bulou Ecclesiarum omnium papeže Jana XXIII. povýšena na metropolitní arcidiecézi. Stejného dne byly z části území zřízeny její sufragánní diecéze Estância a Propriá.

## Seznam biskupů a arcibiskupů
- José Tomas Gomes da Silva (1911–1948)
- Fernando Gomes dos Santos (1949–1957)
- José Vicente Távora (1957–1970)
- Luciano José Cabral Duarte (1971–1998)
- José Palmeira Lessa (1998–2017)
- João José da Costa (2017–2023)
  - Vítor Agnaldo de Menezes (2023–2024) apoštolský administrátor
- Josafá Menezes da Silva (od 2024)